# Ровчак (приток Десны)
Ровчак или Быстрица (укр. Рівчак, Бистриця) — правый приток Десны, протекающий по Коропскому району (Черниговская область, Украина). Один из истоков (левый) называется Быстрица.

## География
Длина — 11 или 10 км. Площадь бассейна — 38 км². 
Русло сильно-извилистое в нижнем течении. Созданы пруды, крупнейшие — перед слиянием двух источников: Будищенский и Будищенский нижний (село Будище). 
Река берёт начало от двух ручьёв, что севернее и северо-восточнее (называется Быстрица длиной 2,5 км) села Будище (Коропский район). Река течёт на юг. Впадает в Десну южнее сёл Оболонье и Городище (Коропский район).
Пойма частично занята заболоченными участками, лесами, долина верховья реки изрезана ярами и промоинами. Протекает по территории Мезинской национального природного парка. 
Притоки: ручьи.
Населённые пункты на реке
1. Оболонье
2. Городище
3. Будище